# Fruktoza-bisfosfat aldolaza
 Fruktoza-bisfosfat aldolaza (EC 4.1.2.13, aldolaza) je enzim koji katalizuje reverzibilnu reakciju kojom se razlaže aldol, fruktoza 1,6-bisfosfat, u triozne fosfate dihidroksiaceton fosfat (DHAP) i gliceraldehid 3-fosfat (GAP). Aldolaza takođe može da proizvede DHAP iz drugih (3S,4R)-ketoza 1-fosfata kao što su fruktoza 1-fosfat i sedoheptuloza 1,7-bisfosfat. Glukoneogeneza i Kalvinov ciklus, koji su anabolički putevi, te koriste reverznu reakciju. Glikoliza, katabolički put, koristi reakciju unapred. Aldolaze se dele u dve klase po mehanizmu.

## Literatura
- Berry A, Marshall KE (1993). „Identification of zinc-binding ligands in the class II fructose-1,6-bisphosphate aldolase of Escherichia coli”. FEBS Lett. 318 (1): 11—6. PMID 8436219. doi:10.1016/0014-5793(93)81317-S.
- Freemont PS, Dunbar B, Fothergill-Gilmore LA (1988). „The complete amino acid sequence of human skeletal-muscle fructose-bisphosphate aldolase”. Biochem. J. 249 (3): 779—88. PMC 1148774 . PMID 3355497.
- Galkin A, Li Z, Li L, Kulakova L, Pal LR, Dunaway-Mariano D, Herzberg O (2009). „Structural insights into the substrate binding and stereoselectivity of giardia fructose-1,6-bisphosphate aldolase”. Biochemistry. 48 (14): 3186—96. PMC 2666783 . PMID 19236002. doi:10.1021/bi9001166.
- Marsh JJ, Lebherz HG (1992). „Fructose-bisphosphate aldolases: an evolutionary history”. Trends Biochem. Sci. 17 (3): 110—3. PMID 1412694. doi:10.1016/0968-0004(92)90247-7.
- Perham RN (1990). „The fructose-1,6-bisphosphate aldolases: same reaction, different enzymes”. Biochem. Soc. Trans. 18 (2): 185—7. PMID 2199259.
- Nicholas C. Price; Lewis Stevens (1999). Fundamentals of Enzymology: The Cell and Molecular Biology of Catalytic Proteins (Third изд.). USA: Oxford University Press. ISBN 019850229X.
- Eric J. Toone (2006). Advances in Enzymology and Related Areas of Molecular Biology, Protein Evolution (Volume 75 изд.). Wiley-Interscience. ISBN 0471205036.
- Branden C; Tooze J. Introduction to Protein Structure. New York, NY: Garland Publishing. ISBN 0-8153-2305-0.
- Irwin H. Segel. Enzyme Kinetics: Behavior and Analysis of Rapid Equilibrium and Steady-State Enzyme Systems (Book 44 изд.). Wiley Classics Library. ISBN 0471303097.
- William P. Jencks (1987). Catalysis in Chemistry and Enzymology. Dover Publications. ISBN 0486654605.